# Talinum fruticosum
Talinum fruticosum popularmente Beldroega graúda, Lustrosa grande(pt), Bredo, Língua-de-vaca (estado da Bahia), Carirú (estado do Pará), Bredo-major-gomes, Manjangome(Paraíba e Pernambuco), Maria-gomes ou Marimagombe (Rio de Janeiro), Maria-gorda ou Bênção-de-deus (Maranhão). Ewé gbúre nas religiões africanas, é uma erva cosmopolita comum nos trópicos úmidos encontrada em vários países da África Ocidental e África Central. Diz-se ter origem sul-americana, mas uma origem africana não deve ser descartada.

## Usos
T.fruticosum é usada como alimento em todos os trópicos, incluindo muitos países da África Ocidental e África Central; é cultivada na Nigéria e no Camarões. As folhas são usadas na preparação de sopas e ensopados ligeiramente viscosos para completar o prato principal amiláceo. No sul da Nigéria, onde é chamado gbure, é comumente misturado em sopas com a "malva de judeu" (Corchorus olitorius), pimenta, peixes secos e carne são frequentemente adicionados para melhorar o sabor e as qualidades nutricionais do molho. O molho também pode ser uma mistura de tomate, cebola a que óleo de palma e sal são adicionados. No Camarões, onde se chama bolkf ou belok-sup, a folha é combinada com eru (folhas Gnetum) e fufu (amido) é considerada uma iguaria.

## Sinônimos
A espécie Talinum fruticosum possui 19 sinônimos reconhecidos atualmente.
- Calandrinia andrewsii (Sweet) Sweet
- Calandrinia lockhartii Sweet
- Calandrinia pachypoda Diels
- Claytonia triangularis (Jacq.) Kuntze
- Portulaca crassicaule Jacq.
- Portulaca crassifolia Jacq.
- Portulaca fruticosa L.
- Portulaca racemosa L.
- Portulaca triangularis Jacq.
- Ruelingia triangularis (Jacq.) Ehrh.
- Talinum andrewsii Sweet
- Talinum attenuatum Rose & Standl.
- Talinum confusum Rose & Standl.
- Talinum crassifolium (Jacq.) Willd.
- Talinum fruticosum Macfad. (ilegítimo)
- Talinum mucronatum Kunth
- Talinum racemosum (L.) Rohrb.
- Talinum revolutum Kunth
- Talinum triangulare (Jacq.) Willd.

## Galeria

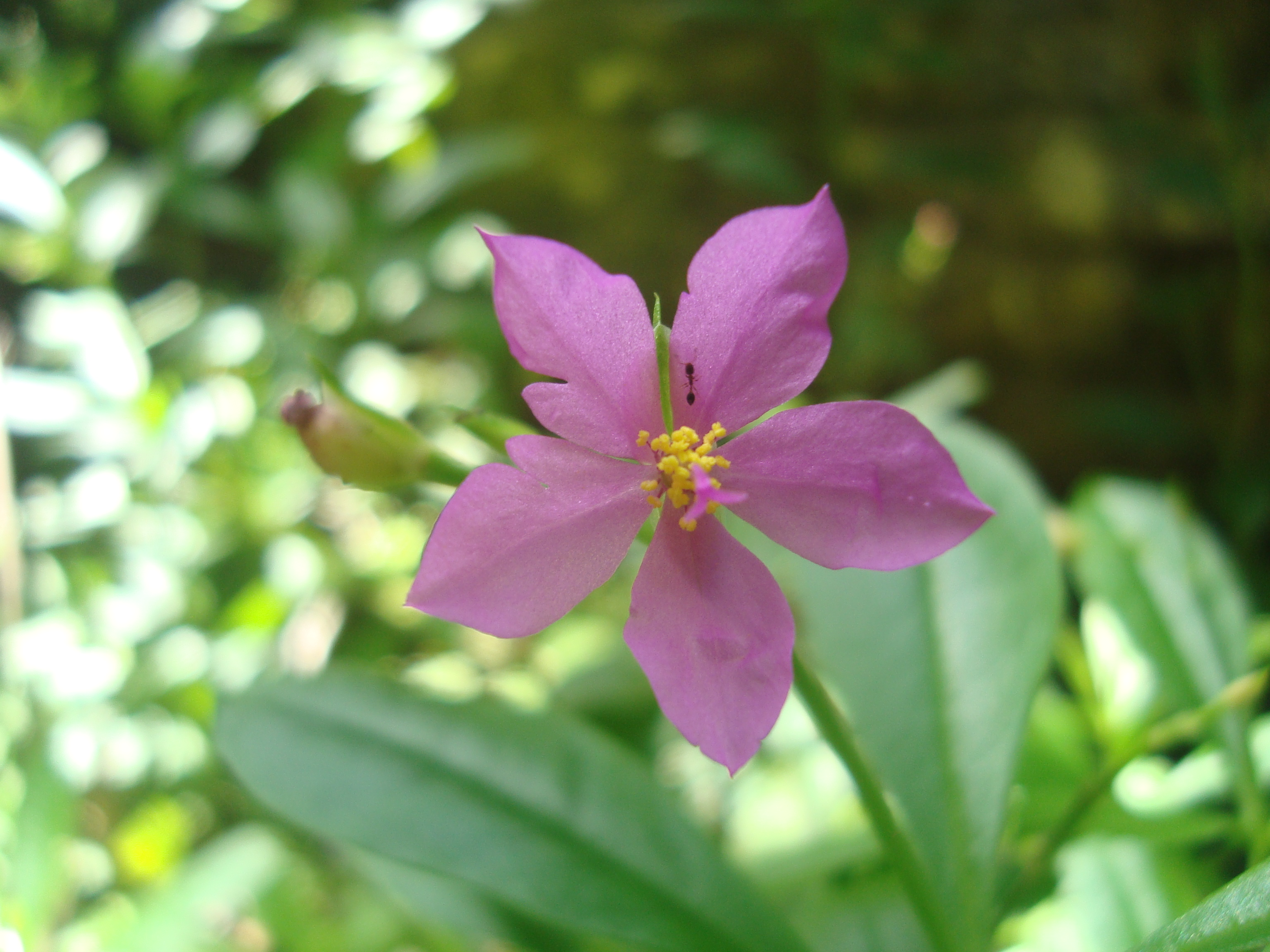
Flor
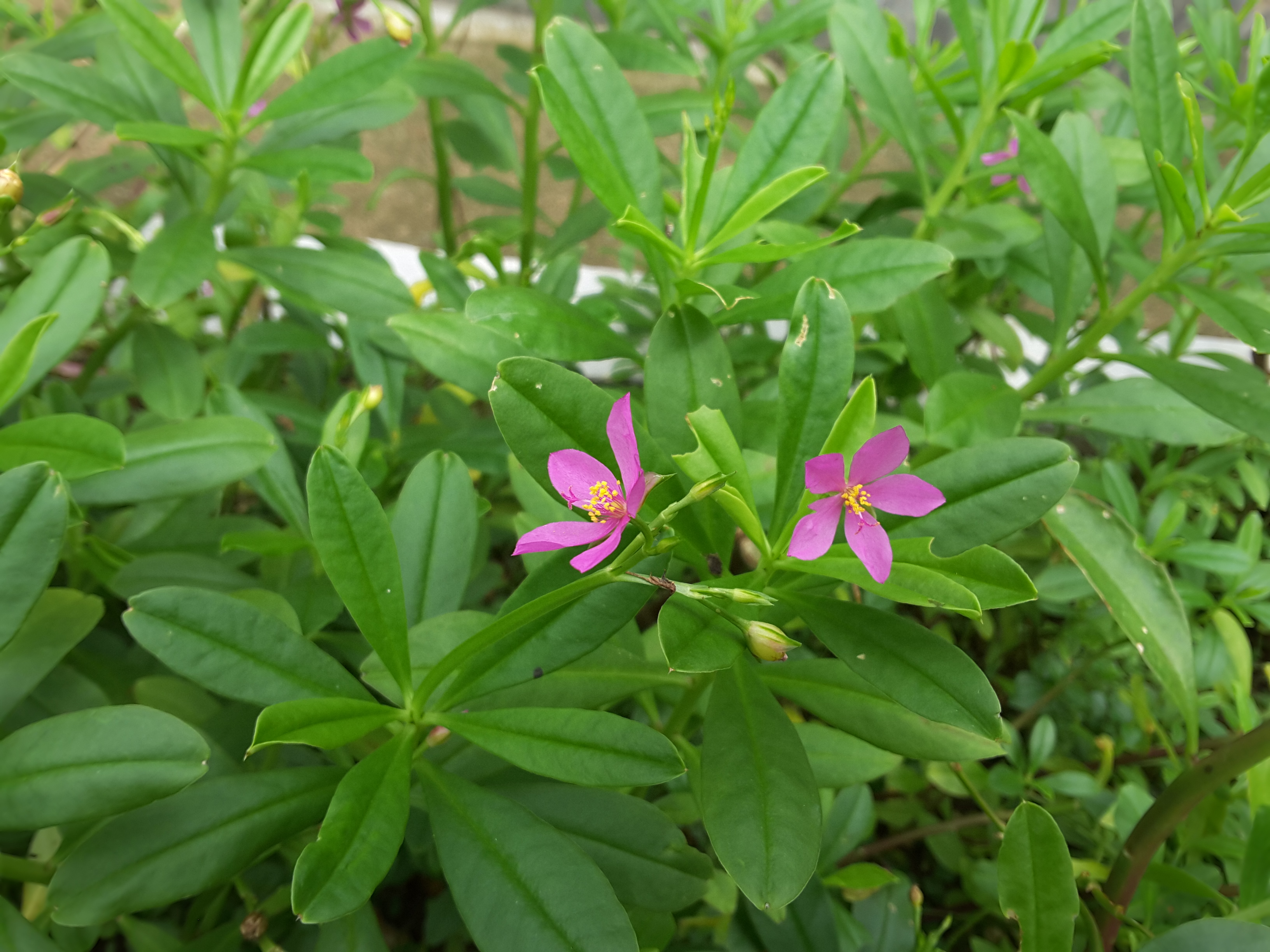
Talinum fruticosum flores e folhas
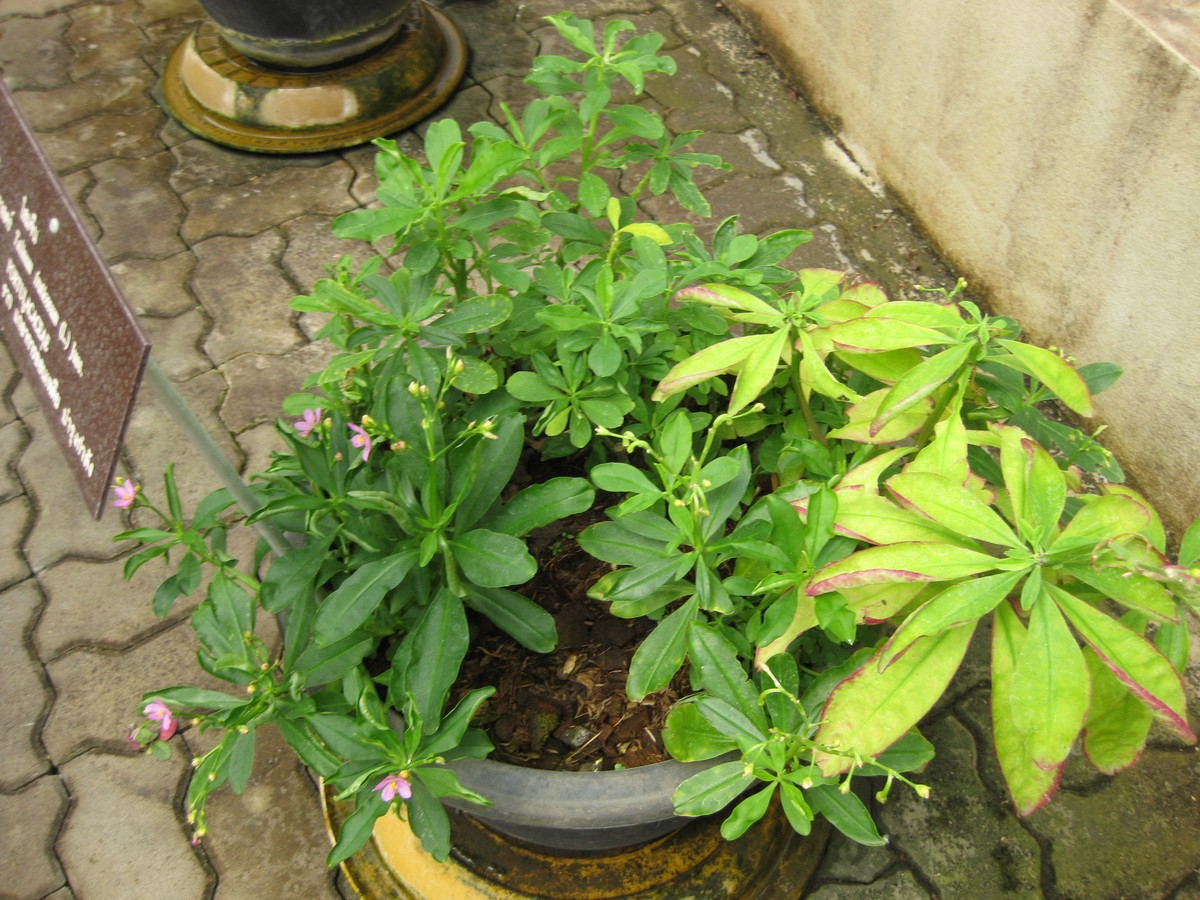
Cultivada em vaso
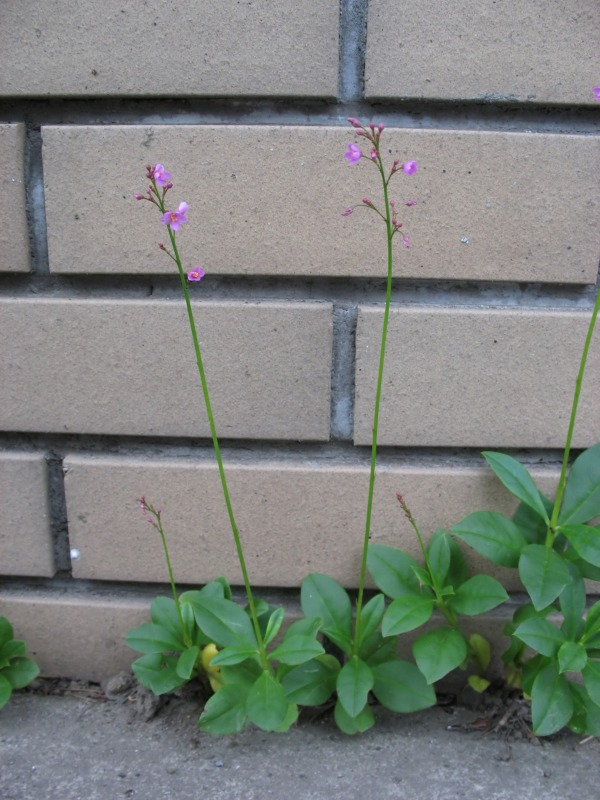
Talinum nascido em área urbana
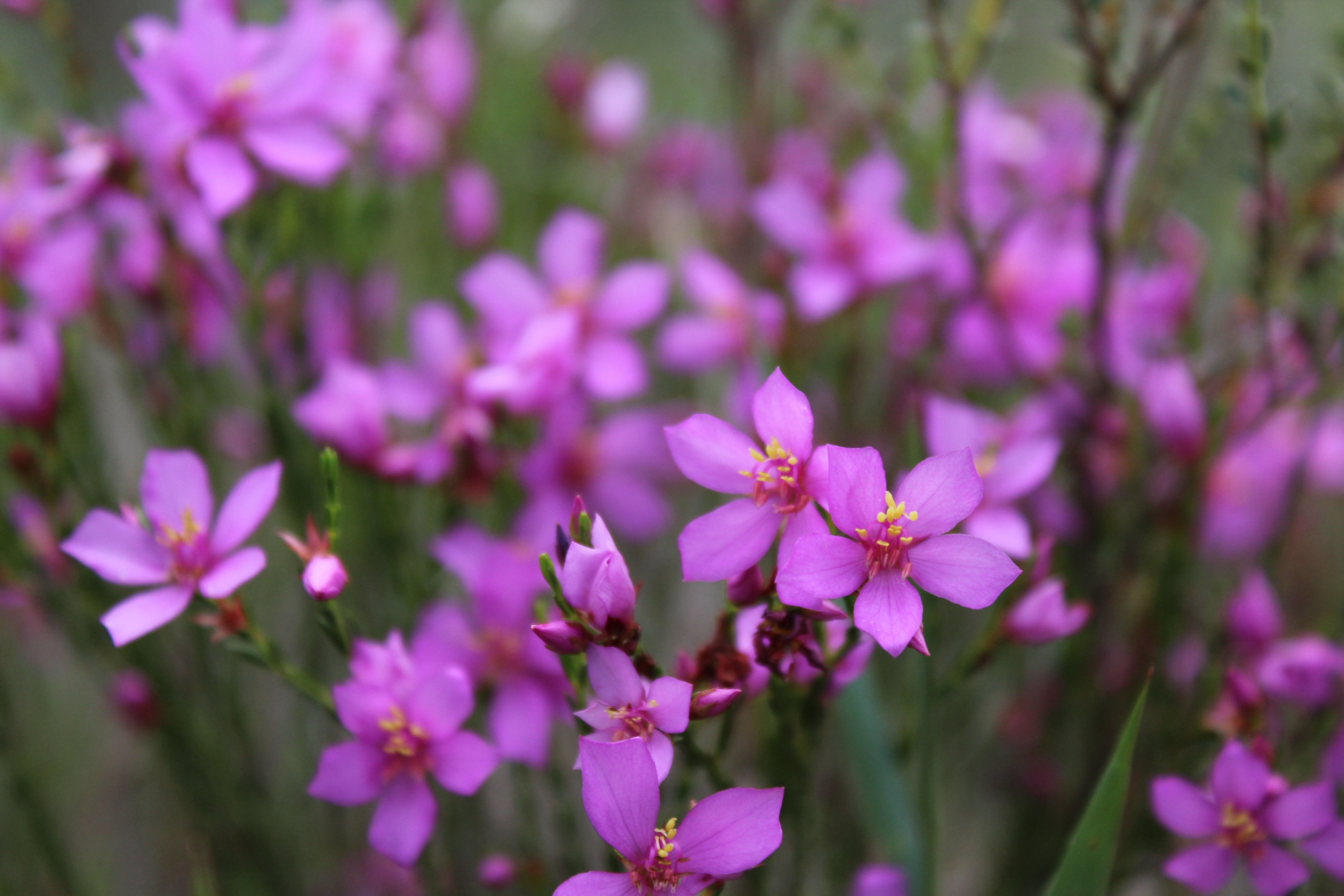
Talinum nascido no Parque Estadual Serra da Boa Esperança